# Chufo Lloréns
Chufo Lloréns (ur. 1931 w Barcelonie, zm. 14 maja 2025 tamże) – hiszpański pisarz powieści historycznych, prawnik.
Ukończył prawo w 1954, był przedsiębiorcą i dyrektorem hotelu, przez wiele lat pracował w przemyśle rozrywkowym jako impresario. Po przejściu na emeryturę rozpoczął karierę literacką, debiutując powieścią Nada sucede la víspera, która znalazła się w finale konkursu Premio Planeta (1986). Światową sławę i sukces komercyjny przyniosła mu napisana z rozmachem saga historyczna z XI w. Te daré la tierra (2008), której poświęcił cztery lata pracy. Powieść stała się bestsellerem i została przetłumaczona na wiele języków. W samej Hiszpanii sprzedano blisko milion jej egzemplarzy, a w ciągu jednego dnia, 23 kwietnia w Dniu Świętego Jerzego (El dia del Llibre – tradycyjne święto, w którym zwyczajem jest wzajemna wymiana książek), 150 000 egzemplarzy.

## Twórczość
- 1986 – Nada sucede la víspera
- 1993 – La otra lepra
- 2001 – Catalina, la fugitiva de San Benito, wyd. pol. Uciekinierka z San Benito, Albartos, 2010
- 2003 – La saga de los malditos, wyd. pol. Saga przeklętych, Albatros zapowiedź 2013
- 2008 – Te daré la tierra, wyd.pol. Władca Barcelony, Albatros 2009
- 2011 – Mar de fuego, wyd. pol, Władca Barcelony II: Morze ognia, Albatros 2012